# Завојане
Завојане су насељено место у саставу града Вргорца, Сплитско-далматинска жупанија, Република Хрватска.

## Историја
До територијалне реорганизације у Хрватској налазиле су се у саставу старе општине Вргорац.

## Становништво
На попису становништва 2011. године, Завојане су имале 308 становника.
| Број становника по пописима | Број становника по пописима | Број становника по пописима | Број становника по пописима | Број становника по пописима | Број становника по пописима | Број становника по пописима | Број становника по пописима | Број становника по пописима | Број становника по пописима | Број становника по пописима | Број становника по пописима | Број становника по пописима | Број становника по пописима | Број становника по пописима | Број становника по пописима |
| --------------------------- | --------------------------- | --------------------------- | --------------------------- | --------------------------- | --------------------------- | --------------------------- | --------------------------- | --------------------------- | --------------------------- | --------------------------- | --------------------------- | --------------------------- | --------------------------- | --------------------------- | --------------------------- |
| 1857                        | 1869                        | 1880                        | 1890                        | 1900                        | 1910                        | 1921                        | 1931                        | 1948                        | 1953                        | 1961                        | 1971                        | 1981                        | 1991                        | 2001                        | 2011                        |
| 831                         | 976                         | 942                         | 1.071                       | 1.202                       | 1.263                       | 1.201                       | 1.185                       | 1.022                       | 1.117                       | 1.030                       | 907                         | 645                         | 508                         | 392                         | 308                         |

Напомена: У 1869. садржи податке за насеље Мијаца.

### Попис1991.
На попису становништва 1991. године, насељено место Завојане је имало 508 становника, следећег националног састава:
| Попис 1991.‍  | Попис 1991.‍  | Попис 1991.‍ | Попис 1991.‍ | Попис 1991.‍ |
| ------------ | ------------ | ----------- | ----------- | ----------- |
|              |              |             |             |             |
| Хрвати       | Хрвати       |             | 494         | 97,24%      |
| неопредељени | неопредељени |             | 2           | 0,39%       |
| регион. опр. | регион. опр. |             | 3           | 0,59%       |
| непознато    | непознато    |             | 9           | 1,77%       |
| укупно: 508  |              |             |             |             |